# 千本通
千本通（せんぼんどおり）は京都市の主要な南北の通りの一つ。二条以南は、かつて平安京の朱雀大路のあった場所を通る。

## 現状
北は北区鷹峯から南は洛中を離れ、伏見区納所町の旧京阪国道納所交差点まで延びている (淀の近隣地域で、京都競馬場や京阪電気鉄道の淀駅が近くにある)。
七条から八条までは梅小路公園、京都鉄道博物館などで中断。
また、一筋西に新千本通があるため、五条通から久世橋通間は旧千本通と呼ばれる。九条通以南は、かつての鳥羽街道である。
三条以北は明治から大正にかけて拡幅されており、大部分は片側2車線となっているが、途中今出川から丸太町までは片側1車線である。三条以南では、南北の主要な通りとしての機能は、京都市電の経路そのままに四条通以南で大宮通へとつながる後院通に譲っている。三条以南の千本通そのものは以前からの道幅を残し、大半が南行き一方通行となっている。

## 歴史、由来
平安京の中心である朱雀大路の故地を通る。この朱雀大路は船岡山が正面に来るように決められたとも言われる。しかしもともと通行に必要な幅をはるかに超えていたことに加え、右京の衰退によって都の西のはずれとなったこともあり耕作者による占拠が進んだため、82～84メートルの幅があったとされる朱雀大路の面影はもはや残っていない。さらに、大内裏の焼失に伴い、その跡地（内野）を貫いてさらに北へと延びている。
千本通の名前については、船岡山西麓の葬送地への道に千本の卒塔婆を建て供養したのを通り名とした、または、『日蔵夢記』で、日蔵が地獄へおちた醍醐天皇と出会い「自分を地獄の責め苦から救い出すために千本の卒塔婆を立ててほしい」と、訴えられたので卒塔婆千本立てたことに由来する。
明治末から大正初期の京都市三大事業の一つ、その後大正末から昭和に掛けての都市計画事業として拡幅と市電の敷設が行われ、北大路から三条は京都市電千本線が通っていた。明治、大正の頃には三条から今出川の北にかけて河原町と並ぶ繁華街として栄えた。

## 沿道の主な施設
- 佛教大学
- 船岡山
- 京都ライトハウス 千本北大路下ル
- 上品蓮台寺 千本鞍馬口上ル
- 引接寺（千本えんま堂） 千本廬山寺下ル
- 石像寺（釘抜地蔵）
- 大報恩寺（千本釈迦堂）
- 大極殿跡 千本丸太町
- 京都市営地下鉄東西線 - 二条駅

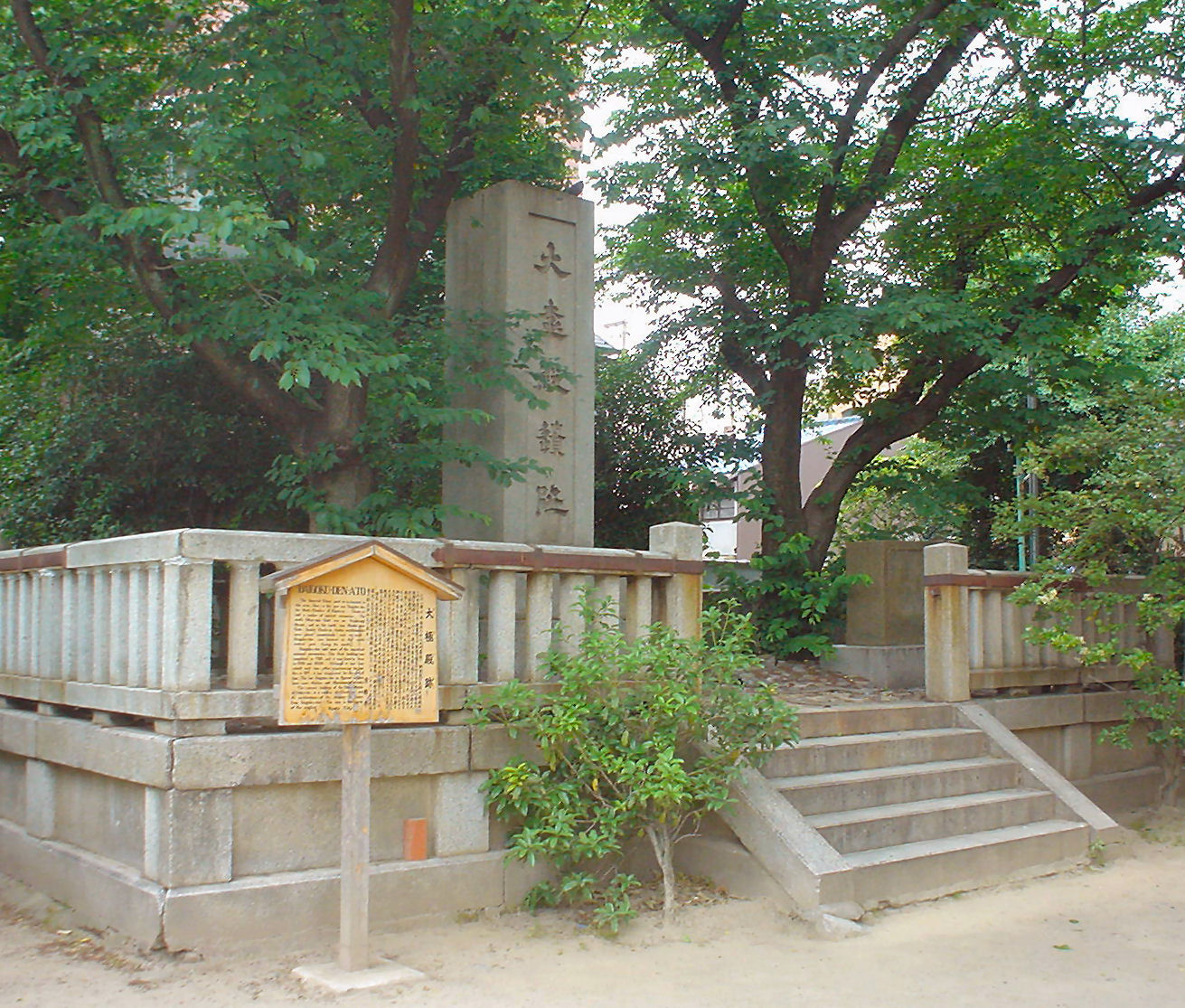
大極殿跡

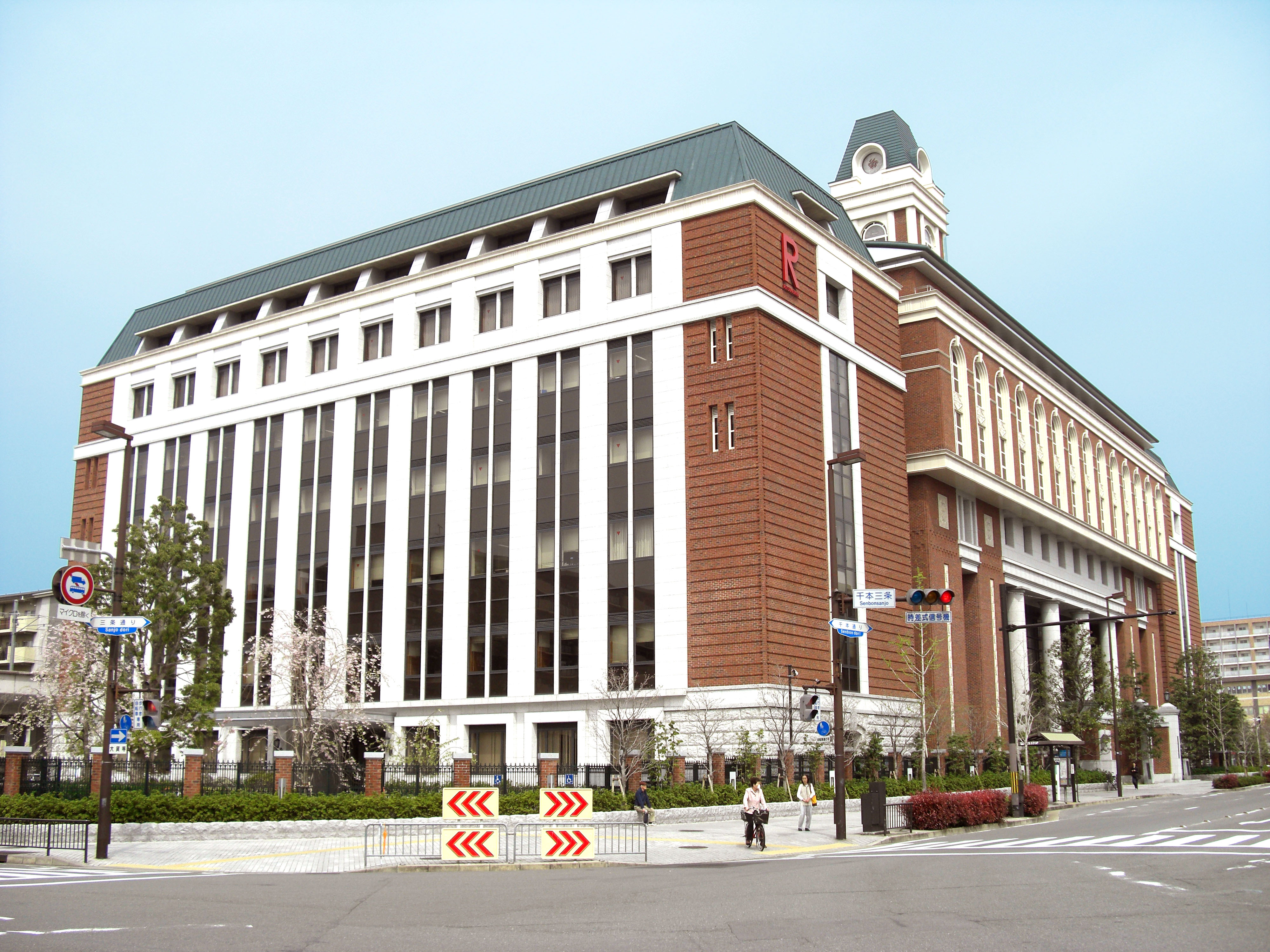
立命館朱雀キャンパス

- 山陰本線（嵯峨野線） - 二条駅 - 丹波口駅
- 立命館朱雀キャンパス（中川会館）
- 京都市中央卸売市場第一市場 五条から七条
- 嶋原 五条から七条
- 角屋もてなしの文化美術館 千本花屋町
- 公共職業安定所分室
- 梅小路公園、京都鉄道博物館
- 羅城門跡 千本九条
- 京都府立鳥羽高等学校 千本九条
- 鳥羽離宮跡

## 交差する道路など
- ここでは、主要な通りとしての三条以北について記述する。
- 交差する道路などの特記がないものは市道。